# Département de la Sarre

Département de la Sarre (1812)

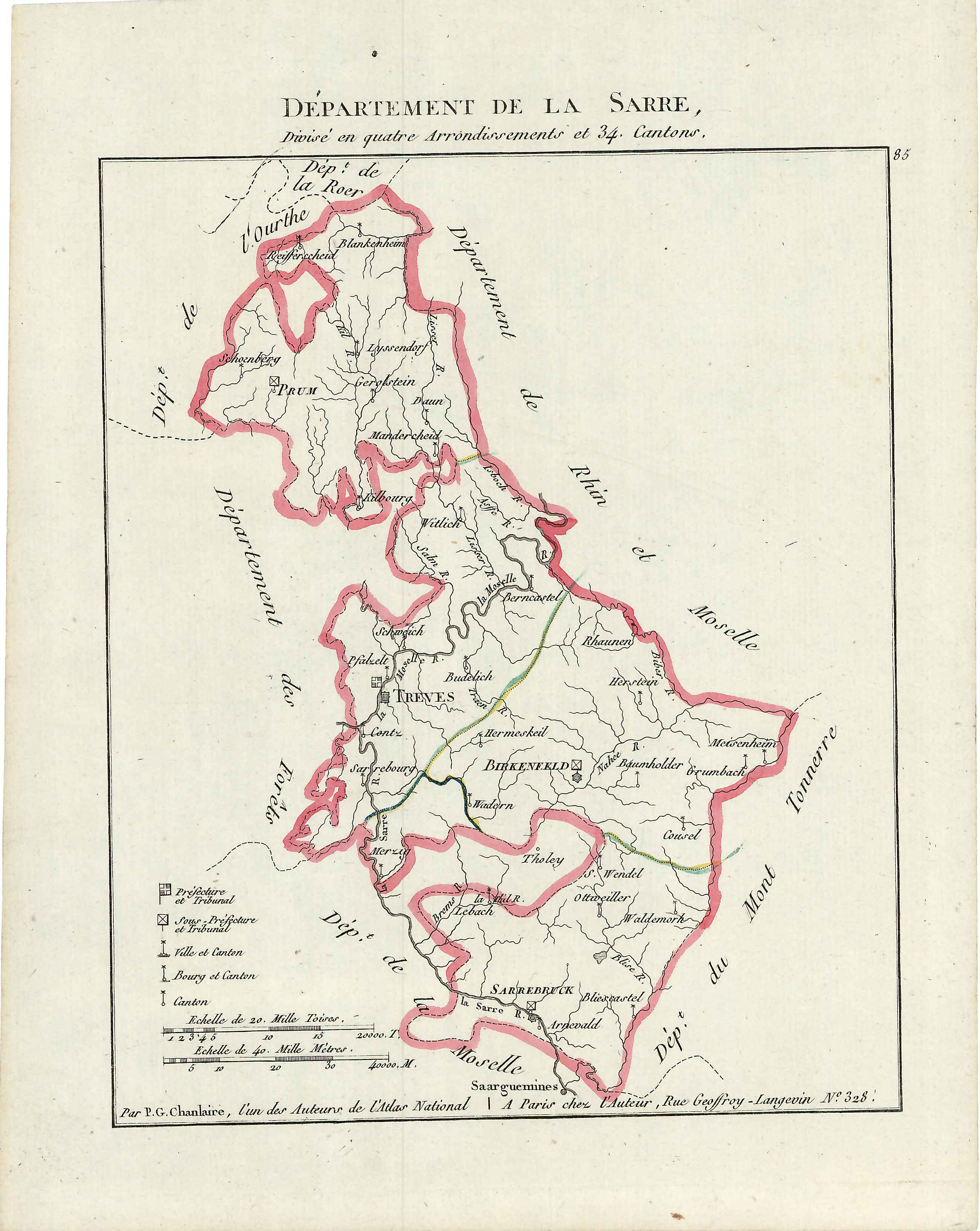
Département de la Sarre 1802

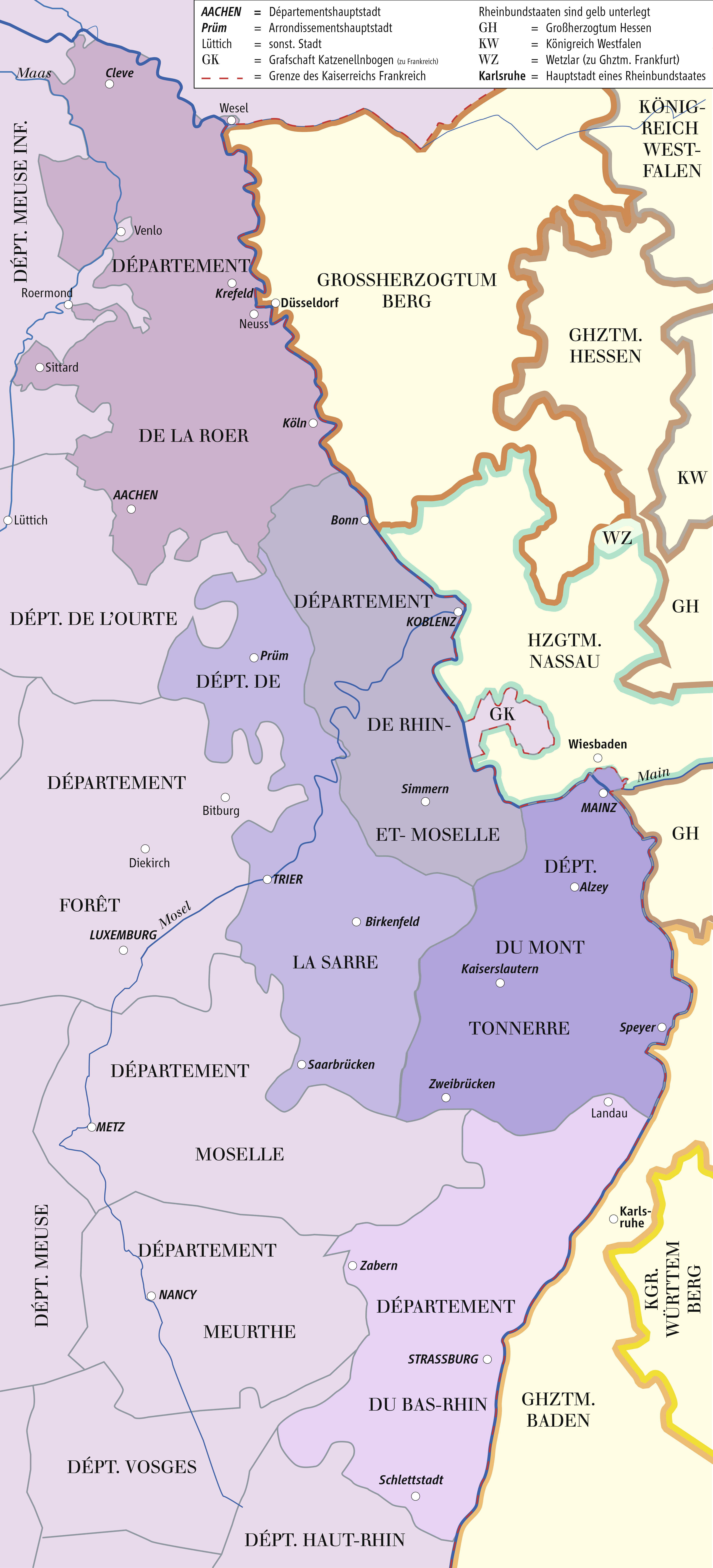
Lage des Départements de la Sarre

Das Département de la Sarre (deutsch Saardepartement, auch Saardépartement) ist ein ehemaliges Département, das nach der Eroberung und Annexion der linksrheinischen deutschen Territorien während der Revolutionskriege durch die französischen Revolutionsarmeen (1794) im Jahre 1798 eingerichtet wurde: Völkerrechtlich wurde es durch den Frieden von Lunéville am 9. Februar 1801 Teil Frankreichs. Es erstreckte sich von der Nordeifel bei Blankenheim über das Moseltal und den Hunsrück bis an die Saar bei Saarbrücken. Der größte Teil des 4935 Quadratkilometer umfassenden Gebietes gehörte zuvor zum Kurfürstentum Trier. Die Einwohnerzahl betrug 273.569 Einwohner (1809).

## Einteilung von 1798
Der von der Pariser Regierung beauftragte „Generalregierungskommissar aller eroberten Länder zwischen Maas und Rhein und Rhein und Mosel“, der Elsässer Franz-Josef (François Joseph) Rudler, verfügte unter dem 4. Pluviôse an VI (= 23. Januar 1798) die Einteilung der eroberten Lande in vier neue Departements und in Kantone. Im neuen Saardepartement wurden 31 Kantone geschaffen, nämlich Trier, Pfalzel, Dreis, Bernkastel, Büdlich, Grimburg, Saarburg, Merzig, Lebach, Tholey, Birkenfeld, Baldenau, Wittlich, Schöneck, Prüm, Schönberg, Stadtkyll, Gerolstein, Daun, Manderscheid, Herrstein, Grumbach, Baumholder, St. Wendel, Kusel, Höchen, Ottweiler, Saarbrücken, Blieskastel, Reifferscheid und Blankenheim.
Diese Einteilung wurde aber unter dem 22. Ventôse an VI (= 12. März 1798) noch geändert, zumal der zum Mosel-Département gehörende Kanton Tholey nicht von Rudler allein hätte anderweitig zugeteilt werden dürfen. Nunmehr wurde das Departement in 34 Kantone eingeteilt; dazu wurden drei Zuchtpolizeigerichte (tribunaux de police correctionnelle) in Trier, Prüm und Saarbrücken geschaffen, zugleich auch drei Agenten des General-Einnehmers (préposés du receveur général) für die gleichen Bezirke etabliert. Diese Einteilung in Kantone blieb – bis auf Verlegung einzelner Kantonssitze – gültig bis 1815.

## Administration
Die Präfektur des Département de la Sarre befand sich in Trier im Gebäude des Palais Walderdorff. Mit Verordnung vom  24. Floréal an VIII (= 14. Mai 1800) wurde verfügt, dass auch in den – wegen der ungeklärten staatsrechtlichen Stellung – noch unter Sonderverwaltung stehenden vier rheinischen Departements die Verwaltungsstrukturen ebenfalls nach dem Gesetz vom 28. Pluviôse an VIII eingerichtet wurden, das die Verwaltung der französischen Republik neu geordnet hatte. Es wurde bestimmt, dass die Sitzungsorte der bereits früher eingeführten Zuchtpolizeigerichte (tribunaux de police correctionnelle) – im Saardepartement also Trier, Prüm, Saarbrücken und seit 1. Oktober 1798 auch Birkenfeld – Hauptorte der Arrondissements communaux und damit Sitz der Unterpräfekturen sein sollten. Daraus ergab sich die Verteilung der Kantone auf die Arrondissements:
- Arrondissement de Birkenfeld mit den 9 Kantonen: Baumholder, Birkenfeld, Grumbach, Hermeskeil, Herrstein, Kusel, Meisenheim, Rhaunen und Wadern.

- Arrondissement de Prum mit den 9 Kantonen: Blankenheim, Daun, Gerolstein, Kyllburg, Lissendorf, Manderscheid, Prüm, Reifferscheid und Schönberg.

- Arrondissement de Sarrebruck mit den 8 Kantonen: Arnual, Blieskastel, Lebach, Merzig, Ottweiler, Saarbrücken, Sankt Wendel und Waldmohr.

- Arrondissement de Trèves mit den 8 Kantonen: Bernkastel, Büdlich, Konz, Pfalzel, Saarburg, Schweich, Trier und Wittlich.

## Liste der Präfekten
- 1800–1803: Joseph Bexon d'Ormschwiller
- 1803–1810: Maximilien Xavier Képler (deutsche Alternativschreibweise: Keppler; ab 1808 Chevalier Képler, ab 1810 Baron Képler)
- 1810–1813: Alexandre François de Bruneteau de Sainte Suzanne (ab 1812 de Bruneteau, Baron de Sainte Suzanne)

## Auflösung des Departements
Nach der Vertreibung der Franzosen zu Beginn des Jahres 1814 im Lauf der Befreiungskriege und endgültig  nach dem Wiener Kongress 1815 kam das Saardepartement aufgrund mehrerer Verträge fast ganz an das Königreich Preußen. Nur die Kantone Kusel, Waldmohr und Blieskastel kamen an das Königreich Bayern (Mai 1816). Allerdings hatte sich Preußen mit Österreich darauf geeinigt die territorialen Ansprüche aus Art. 49 der Wiener Kongressakte allein zu erfüllen. Dadurch kamen große Teile vor allem des Arrondissements Birkenfeld an drei Fürsten:
- Der Herzog von Sachsen-Coburg-Saalfeld erhielt die Kantone Grumbach (mit Ausnahme von 6 Dörfern), Sankt Wendel (19 Dörfer ausgenommen), Baumholder (4 Dörfer ausgenommen) und 6 Dörfer des Kantons Kusel, 12 Dörfer des Kantons Tholey und 8 Dörfer vom Kanton Ottweiler. Dieses Gebiet bezeichnete der Herzog von Sachsen-Coburg-Saalfeld zunächst als „Herrschaft Baumholder“, später wurde die Erwerbung umbenannt in Fürstentum Lichtenberg nach der Burg Lichtenberg (September 1816).
- Der Landgraf von Hessen-Homburg erhielt ebenfalls noch im September 1816 den Kanton Meisenheim, den er als Oberamt Meisenheim seines Fürstentums verwalten ließ.
- Der Großherzog von Oldenburg erhielt schließlich, teils ganz, teils teilweise, die Kantone Herrstein, Birkenfeld, Hermeskeil, Wadern, St. Wendel, Baumholder und Rhaunen. Da der Großherzog statt dieser entfernten Exklave eine näher an seinen norddeutschen Stammlanden gelegene territoriale Entschädigung erhalten wollte, zog sich die Übergabe dieses als Fürstentum Birkenfeld bezeichneten Gebietes bis zum 16. April 1817 hin.